# カレーのチャンピオン

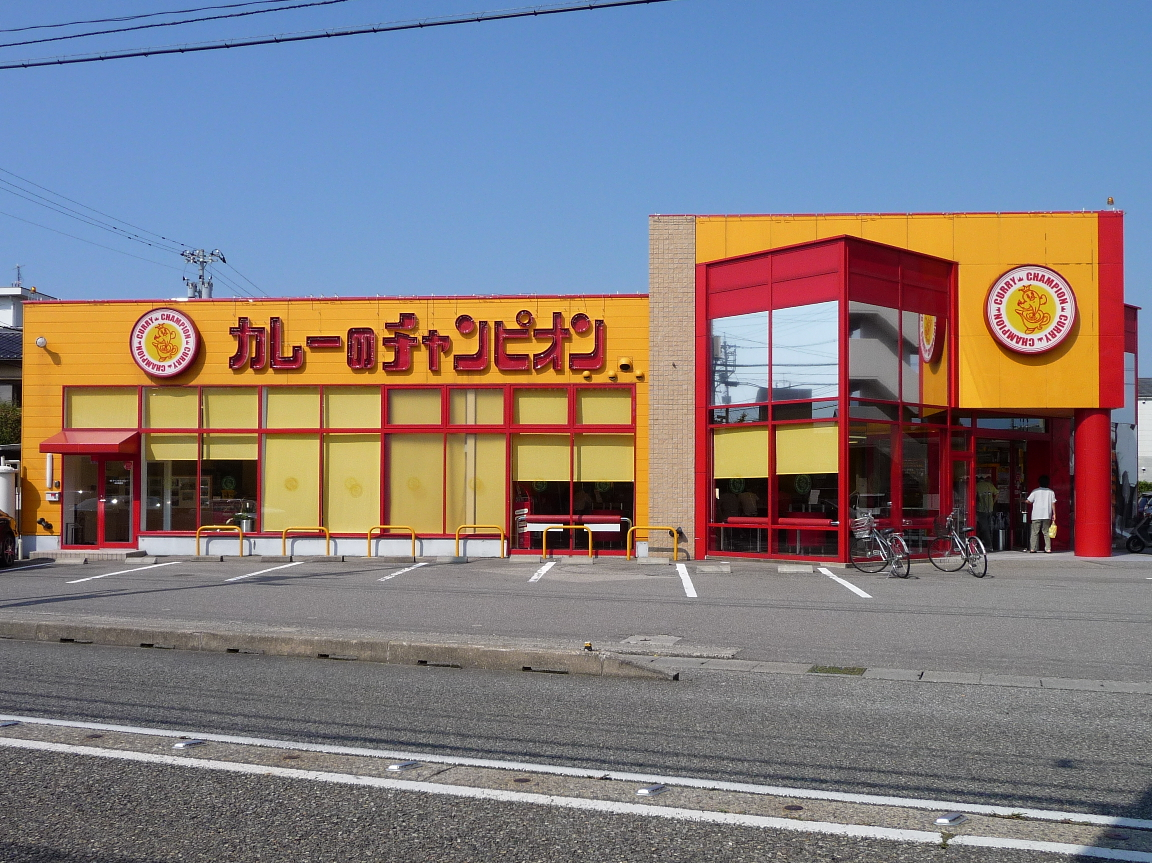
カレーのチャンピオン本店（石川県野々市市）

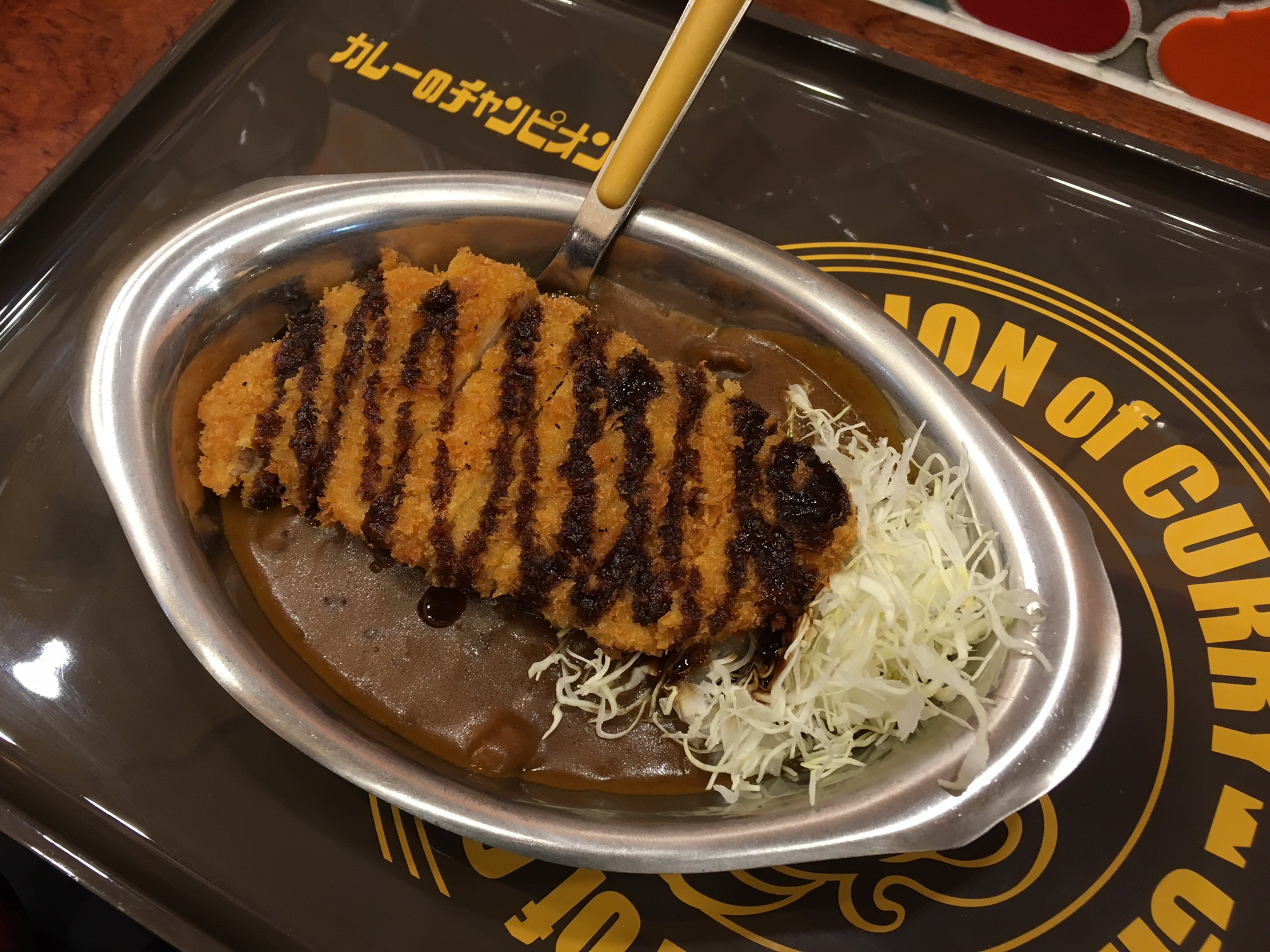
カツカレー

カレーのチャンピオンは、株式会社チャンピオンカレーをフランチャイズ本部として北陸3県を中心に展開しているカレーチェーン店である。金沢カレーの発祥の店であり、その文化の担い手の1つとされている。代表的なメニューは「Lカツカレー」。

## 概要
石川県野々市市の本店と金沢市の玉鉾店は直営、それ以外の店舗はフランチャイズ店である。略称は「チャンカレ」。
洋食シェフの田中吉和が1961年に「洋食タナカ」として創業。徐々にカレーに特化し、1965年に「カレーのタナカ」となる。1971年、常連客の銀行員・岡田隆と共同で「ターバンカレー」を創業する際に、「カレーのタナカ」の既存店舗を「ターバンカレー」に改称するが、2年後の1973年には共同経営を解消。株式会社ターバンの取締役を辞任し、1974年に野々市市に拠点を移した。ただ共同経営の解消後も、両者（岡田系と田中系）の店舗は「ターバン」「タナカのターバン」と名乗っており、客の側から「ターバン」を名乗る店舗がどちらの系統の店かを区別することは難しかった。田中系の店舗は、分裂後にカレーのレシピに大きく手を加えたため、味の違いで一応区別は可能であった。
1996年に現在の「カレーのチャンピオン」に屋号を変更した。1996年に岡田系の「ターバンカレー」が「ターバン」の商標を取得し、田中系「ターバン」は商標侵害と店舗名称変更の通告を受けて急遽変更が必要となり通告から3日間で変更した、とのちに明らかにしている。「チャンピオン」は「カレー業界のチャンピオンになりたい」思いからとされているが、「語感・響きが小気味よかった」「店名に“ン”が付くのは“運”が付くことに通じるという験担ぎ」などの理由で選択した。
2015年に群馬県前橋市で「CURRY ON」を開店して新業態のカレー専門店として好評を博す。

## 沿革

### タナカ
- 1961年（昭和36年）3月 - 金沢の高岡町に「洋食タナカ」開店[5]。
- 遅くとも1963年（昭和38年）までには、現在の”金沢カレー”と呼ばれるスタイルが確立していた。
- 当時は出前も行っていた。
- この間、遅くとも1968年（昭和43年）までには「タナカ」がカレー専門店となった[6]。

### 株式会社ターバン
- 1971年（昭和46年）7月21日 - 「株式会社ターバン」設立[7]。代表取締役として元銀行員の岡田隆が就任。
- 1971年（昭和46年）8月10日 - 岡田隆と田中吉和が共同経営[8]で「カレーショップ ターバン片町店」を開店。同日、開店広告で高岡町の「タナカ」を「カレーショップ ターバン高岡町店」と改名したことを告知[9]。
- 1973年（昭和48年）12月20日 - 田中吉和、田中博子が株式会社ターバン取締役を辞任[10]。調理面や店舗運営は田中が担っており、分裂以降の”ターバン（現在のターバンカレー）”のカレーは田中のレシピとは無関係のものとなっている。
※ これ以降の記載は「株式会社ターバン」とは別組織。「株式会社ターバン」の沿革はカレーハウス・ターバン#沿革を参照（「ターバン」の商標に関する事項のみ特記）。

### ターバン/タナカのターバン
- 1974年（昭和49年）3月 - 野々市町（現・野々市市）の金沢工業大学近くに店舗を開店[5]。
- 1977年（昭和52年） - この頃、金沢市横川に「ターバン調理センター」を開設[11]。
- 1979年（昭和54年） - 「タナカのターバン」として新聞に広告を掲載。遅くとも1985年（昭和60年）までには「株式会社」を付さずに「ターバン」を名乗る[12]。
- 1988年（昭和63年） - この頃、野々市町の店舗の並びに「ターバンカレー工場」を開設[13]。
- 1991年（平成3年）7月15日 - FCの堀内店 開店
- 1991年（平成3年）7月29日 - 「有限会社ターバンカレー工場」設立[14]。
- 1992年（平成4年） - 野々市町の店舗を拡大（現在のセブンイレブン野々市高橋店の位置）。
※ 1992年（平成4年）9月29日、「ターバン」が「カレーライスを主とする飲食物の提供」として「株式会社ターバン」から商標登録出願される[15]。現在確認できる権利者は、株式会社ターバン取締役[7]だった田中博幸[16]。
※ 1995年（平成7年）6月23日 - 「ターバン」の商標登録が公告される[16]。
※ 1996年（平成8年）5月31日 - 「ターバン」の商標が登録される[16]。

### カレーのチャンピオン
- 1996年（平成8年）7月7日 - 商号を「有限会社チヤンピオンカレー工場」に変更[14]。この頃、店名を「カレーのチャンピオン」へ改称[17]。
- 2003年（平成15年）7月 - 創業者・田中吉和が社長を退く。二代目社長には、田中の娘婿である南政広が就任[18]。
- 2005年（平成17年）10月 - 本店を約100m隣（クスリのアオキ跡地）に移転。規模を拡大。
- 2006年（平成18年）6月20日 - 商号を「株式会社チャンピオンカレー」に変更、本店を店舗の住所に移転[19]。
- 2006年（平成18年）11月 - 石川県白山市に新工場完成。
- 2007年（平成19年）11月13日 - 東京都高田馬場に新店舗「高田馬場店」がオープン。北陸3県以外に初出店。
- 2008年（平成20年）2月20日 - 愛知県名古屋市中区栄に新店舗「名古屋栄店」がオープン。
- 2008年（平成20年）4月8日 - 愛知県豊田市に「豊田南店」がオープン。
- 2008年（平成20年）4月18日 - 東京都高田馬場の「高田馬場店」が閉店。
- 2008年（平成20年）6月2日 - 1kg入りチャンピオンカレーパックが2008年度モンドセレクション銀賞を受賞。
- 2008年（平成20年）7月1日 - 原材料高騰により、本店でおおむね30円ずつ値上げ。
- 2008年（平成20年）7月8日 - 愛知県名古屋市守山区に「守山店」がオープン。
- 2009年（平成21年）8月13日 - 福井県福井市の「福大前店」が閉店。
- 2009年（平成21年）11月26日 - 東京都麹町に「麹町店」がオープン。
- 2010年（平成22年）1月15日 - 同業者であるカレーハウス CoCo壱番屋の本拠地、愛知県一宮市に「一宮開明店」がオープン。
- 2010年（平成22年）5月31日 - 1kg入りチャンピオンカレーパックが2010年度モンドセレクション金賞を受賞。
- 2010年（平成22年）9月17日 - 北海道札幌市白石区に「白石店」がオープン。北海道内第1号店。
- 2011年（平成23年）9月16日 - 三重県伊勢市に「伊勢店」がオープン。
- 2012年（平成24年）2月8日 - 三重県伊勢市に「ミタス伊勢店」がオープン。
- 2016年（平成28年）- 南政広が社長を退き、三代目社長に南の息子（創業者・田中の孫）である南恵太が就任[20]。
- 2017年（平成29年）7月14日 - 兵庫県神戸市中央区相生町に「神戸店」がオープン。
- 2018年（平成30年）7月6日  - 新潟県新潟市中央区出来島に「出来島店」がオープン。 (セルフうどん店と、チャンピオンカレーの2枚看板店舗)
- 2019年（令和元年） 9月11日 - 富山県富山市の「富大前店」が閉店[21]。
- 2020年（令和2年）2月4日 - 兵庫県神戸市中央区相生町の「神戸店」が諸事情により閉店[22]。

## 特徴
- カレーソースは濃厚でドロッとしている。
- 付け合わせとしてキャベツの千切りが載っている。
- ステンレスの皿に盛られている。
- スプーンではなくフォークで食べる。
- 持ち帰り時はフォークではなく割り箸が付属する。
- 人気のLカツカレーは、カレーソースの上にカツを載せ、その上にはソースがかかっている。前身となる洋食店がカレー専門店へと生まれ変わる際、最も人気の高かった「カレー」に、次いで人気のあった「豚カツ定食」をそのまま載せたのが始まりです。
- 金沢カレーの中では、こってりした方である。

## その他
- 金沢のB級グルメとして名前を挙げられることが多い店のひとつである。
- ターバンの商標は片町に本店を置くカレーハウス・ターバンが当初申請し現在も利用している。
- 秋葉原のメイド喫茶「キュアメイドカフェ」では、2004年（平成16年）2月からこの店のルーを使用した「チャンピオンカツカレー」をメニューに加えている。
- 一部のフランチャイズ店を運営する株式会社フリークス コアが運営するまんが喫茶サイバーカフェフリークスで提供されているのはチャンピオンカレーではなくゴーゴーカレーである。
- 2007年（平成19年）12月、中国大連市に工場を立てる計画を発表。2010年（平成22年）に稼働開始され現地の大学食堂などで提供している。
- 東京ゲームショウ2010に出展したアイレムソフトウェアエンジニアリング提供の飲食ブースにて「絶体絶命カレー Feat.金沢カレー」として4日間で2000食が販売され人気を博した。[23]
- パチンコホールに店を構えるケースがあり、2015年現在愛知県内の2店舗がこの形態である。